# Ivo Lill
Ivo Lill (Tallinn, 24 de juny de 1953 – Haapsalu, 4 d'agost de 2019) va ser un artista vidrier estonià. Per la seva trajectòria i la seva producció va rebre el Premi d'argent de l'Exposició Internacional del vidre de Kanazawa al Japó el 2001 i el 2014 l'Orde del Mèrit de Tallinn.